# 若瑟醫院
天主教若瑟醫療財團法人若瑟醫院，簡稱為天主教若瑟醫院，是一所由天主教教會創辦於臺灣雲林縣虎尾鎮的地區教學醫院。

## 沿革
1954年底，虎尾林成村婦產科診所興建期間因負責人發生車禍過世，其家屬意欲出讓該診所。當時，駐診於虎尾糖廠醫務室的董友芝醫師及其夫婿周長鳴醫師偕同田彬神父至現場勘查，並於隨後向天主教嘉義教區牛會卿主教報告。牛主教隨後從荷蘭請來畢耀遠神父，負責籌建醫院開業所需物資。當時，周長鳴醫師義務贊助診療業務，開業執照則登記在胸腔科董友芝醫師名下。
1955年，松喬神父經畢耀遠神父向牛主教推薦，前來協助醫療傳道工作。
若瑟醫院於創辦初期僅設病床15床，有外科、婦產科、內科、急診、簡易的放射室和檢驗室及藥房。
後來，為申請農復會補助款以節省醫療設備支出，兩位神父決定將醫院容量擴建為30床。
1956年，一樓病房完成。當時，院內唯一外科醫師周長鳴聘請到婦產科醫師周純佳、護理長須菊徵及一位助產士，天主教嘉義監牧區亦自中華道明會及中華聖母會派來共11位修女；這些修女經基礎醫護課程培訓後開始協助檢驗、X光、藥局、掛號、收費、住院照護等工作。畢神父亦於同年奉指派前往美國為嘉義教區的醫療、教育、堂區、公益、傳教等各項建設與發展募款。
醫院於創辦初期缺乏足夠專科醫師及護士，工作人員大多身兼數職；住院病人則集中在綜合病房，由修女及助理護士照護。大部分的行政工作、醫療管理、藥物採購、薪資財務管理、檢驗工作等由兩位神父包辦。

## 服務

### 門診科別
內科系、外科系、婦產科、小兒科、骨科、泌尿科、耳鼻喉科、眼科、精神科、家庭醫學科、牙科、放射科、復健科、中醫科、急診作業科等；該院亦有提供夜間門診服務及24小時小兒夜間急診。

### 病床數量
一般病床312床、加護病床41床、隔離病床17床、亞急性呼吸照護病床10床、慢性呼吸照護病床40床、血液透析床30床、其他（嬰兒、急診觀察、中重度、手術恢復）49床，共計499床。

### 其他
該院有提供兒童早期療育，並設有靜心學苑日間照護病房；除此之外，為因應雲林地區人口高齡化趨勢，更設立失智老人養護、安寧療護等長期照護單位。

## 外部連結
- 天主教若瑟醫療財團法人若瑟醫院 （页面存档备份，存于）